# Kabupaten Bantul
Kabupaten Bantul är ett kabupaten i Indonesien.   Det ligger i provinsen Yogyakarta, i den västra delen av landet, 400 km öster om huvudstaden Jakarta. Antalet invånare är 936 515.